# Сімон Джекобс
Сімон Джекобс  (англ. Simone Jacobs, 5 вересня 1966) — британська легкоатлетка, олімпійська медалістка.

## Виступи на Олімпіадах
| Олімпіада         | Дисципліна              | Місце     |
| ----------------- | ----------------------- | --------- |
| Лос-Анджелес 1984 | естафета 4 x 100 метрів | 3         |
| Сеул 1988         | біг на 100 метрів       | 5 h3 r2/4 |
| Сеул 1988         | біг на 200 метрів       | 5 h4 r2/4 |
| Сеул 1988         | естафета 4 x 100 метрів | 6 h1 r2/3 |
| Барселона 1992    | біг на 200 метрів       | 7 h1 r2/4 |
| Атланта 1996      | біг на 100 метрів       | 5 h3 r2/4 |
| Атланта 1996      | біг на 200 метрів       | 6 h3 r2/4 |
| Атланта 1996      | естафета 4 x 100 метрів | 8         |

## Зовнішні посилання
- Досьє на sport.references.com [Архівовано 2 липня 2012 у Wayback Machine.]